# Tajueco
Tajueco – gmina w Hiszpanii, w prowincji Soria, w Kastylii i León, o powierzchni 18,07 km². W 2011 roku gmina liczyła 83 mieszkańców.